# Sharm el Sheikh - Un'estate indimenticabile
Sharm el Sheikh - Un'estate indimenticabile è un film del 2010 diretto da Ugo Fabrizio Giordani.

## Trama
L'agente assicurativo Fabio Romano vede il suo posto di lavoro minacciato dalla crisi. L'azienda per cui lavora è stata acquisita da una società concorrente, c'è solo un posto disponibile per la sua posizione ed il suo nome è in ballottaggio con quello del collega De Pascalis.
Per riuscire ad ingraziarsi il nuovo presidente Saraceni, Fabio, dopo aver scoperto che questi è in vacanza a Sharm el-Sheikh, decide di portare tutta la famiglia sul Mar Rosso, nonostante la sua avversione per il mare. Tuttavia, il soggiorno si rivela piuttosto movimentato anche per la presenza del suo avversario. Alla fine sia Fabio che il suo "nemico" avranno una bella sorpresa.

## Omaggi
Quasi alla fine del film Enrico Brignano e Giorgio Panariello rendono omaggio ad Alberto Sordi nel film Una vita difficile con la scena dello schiaffo al commendatore buttandolo nella piscina.